# Langesund
Langesund is een plaats in de Noorse fylke Telemark. Het is de hoofdplaats van de gemeente Bamble. Tot 1964 was het een zelfstandige gemeente.
Ten oosten van Langesund liggen de Arøya-eilanden. De plaats heeft ongeveer 5.500 inwoners. Er is een veerdienst tussen Langesund en het Deense Hirtshals.
De plaats werd in de 13e eeuw gesticht. Ooit was Langesund een belangrijk Noors centrum van scheepsbouw. Tegenwoordig is de plaats een geliefd zomerverblijf vanwege de vele zonnige dagen. Ook is er Wrightegaarden, een plaats voor openluchtconcerten waar menige popmusicus is opgetreden.

## Bezienswaardigheden
- Het museum ( Cudrio Sjøbod Bamble), in een oud veemgebouw, toont aspecten van het leven aan de Noorse kust, inclusief de visserij. Ook is er een verzameling aangaande de geschiedenis van de Noorse machinebouw.
- Het oude kustfort, gebouwd door de nazi-bezetter en daarna tot 1993 in gebruik geweest bij het Noorse leger.
- De vuurtoren van Langøya

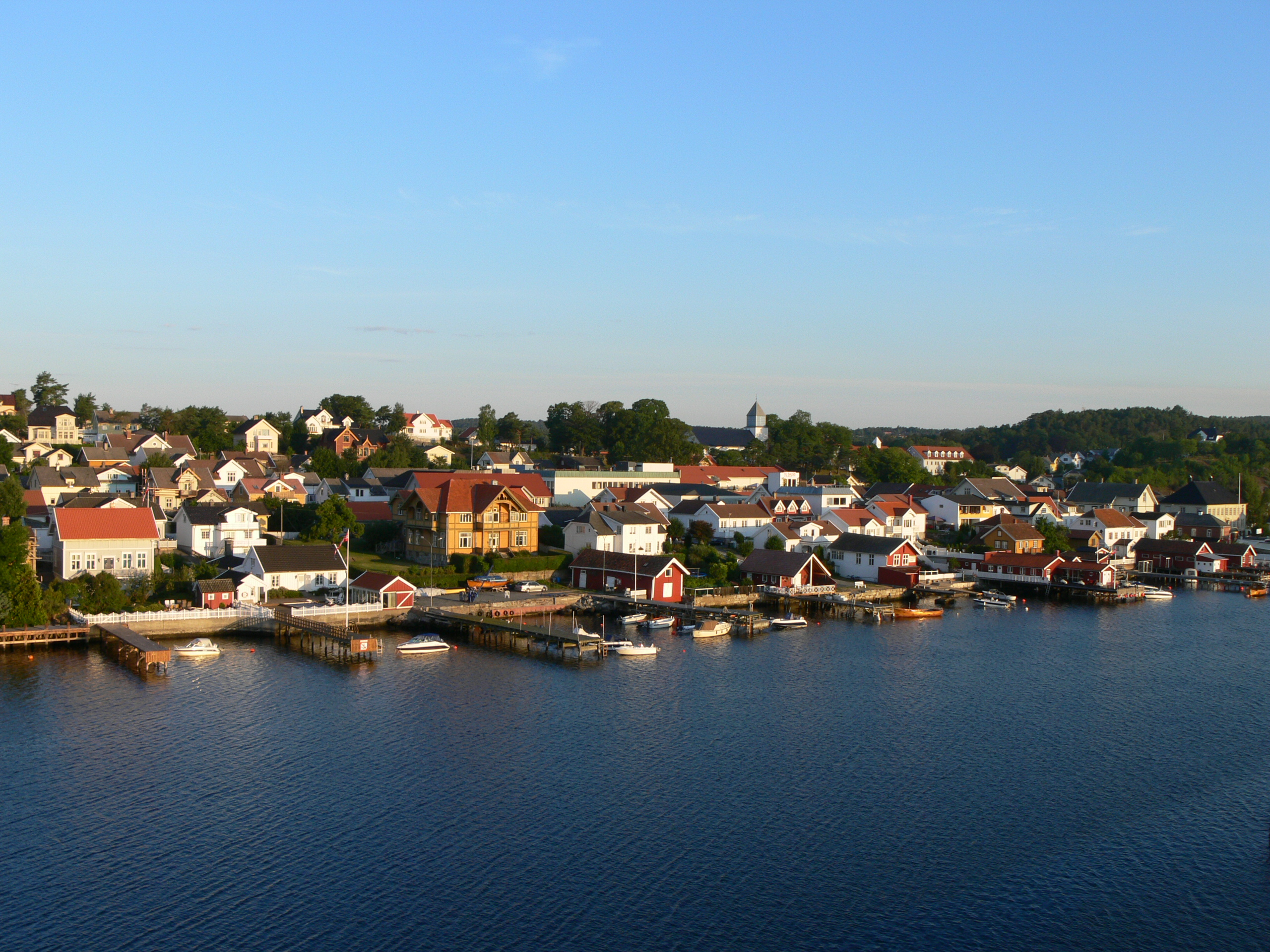
Langesund
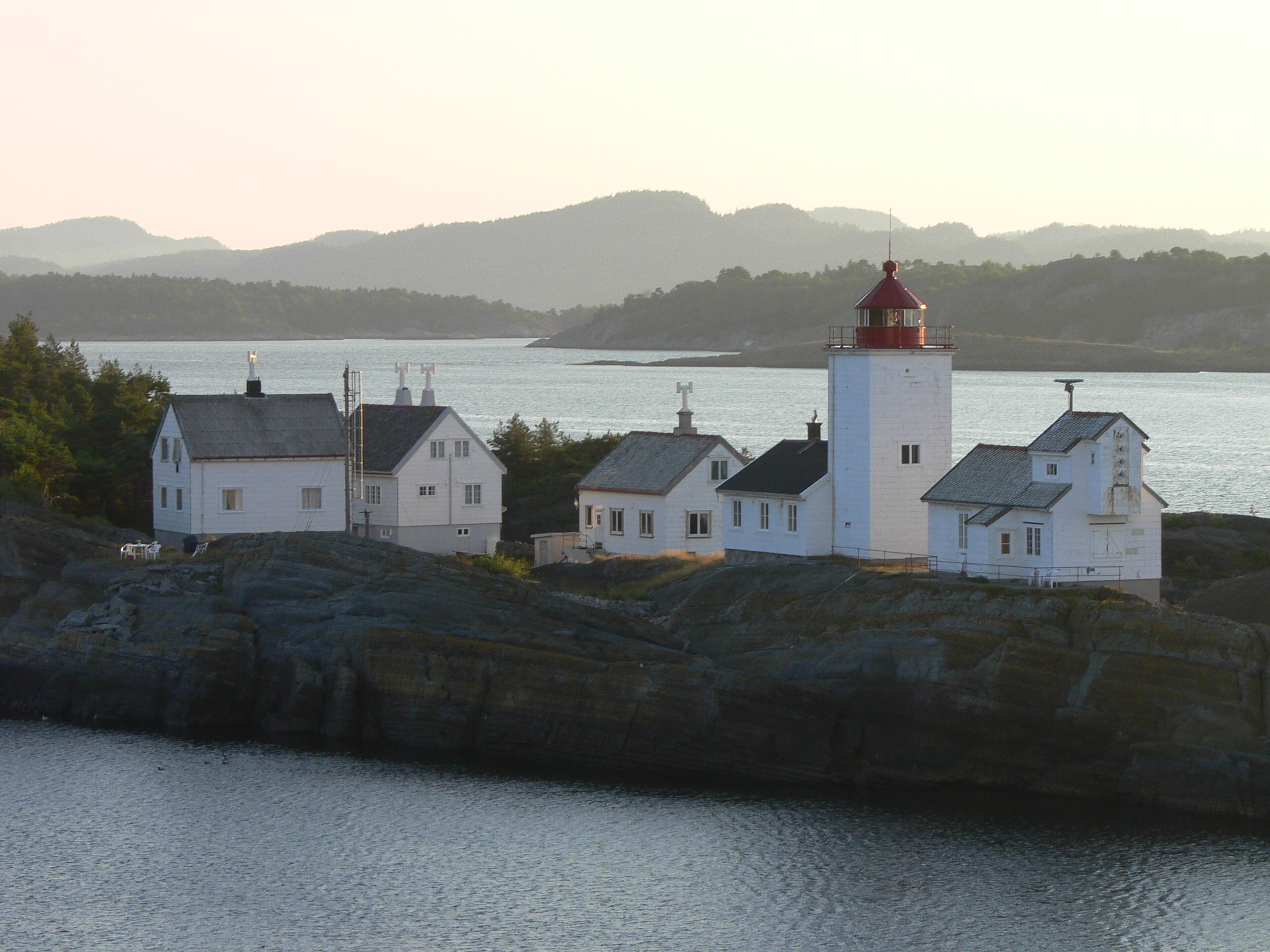
Vuurtoren
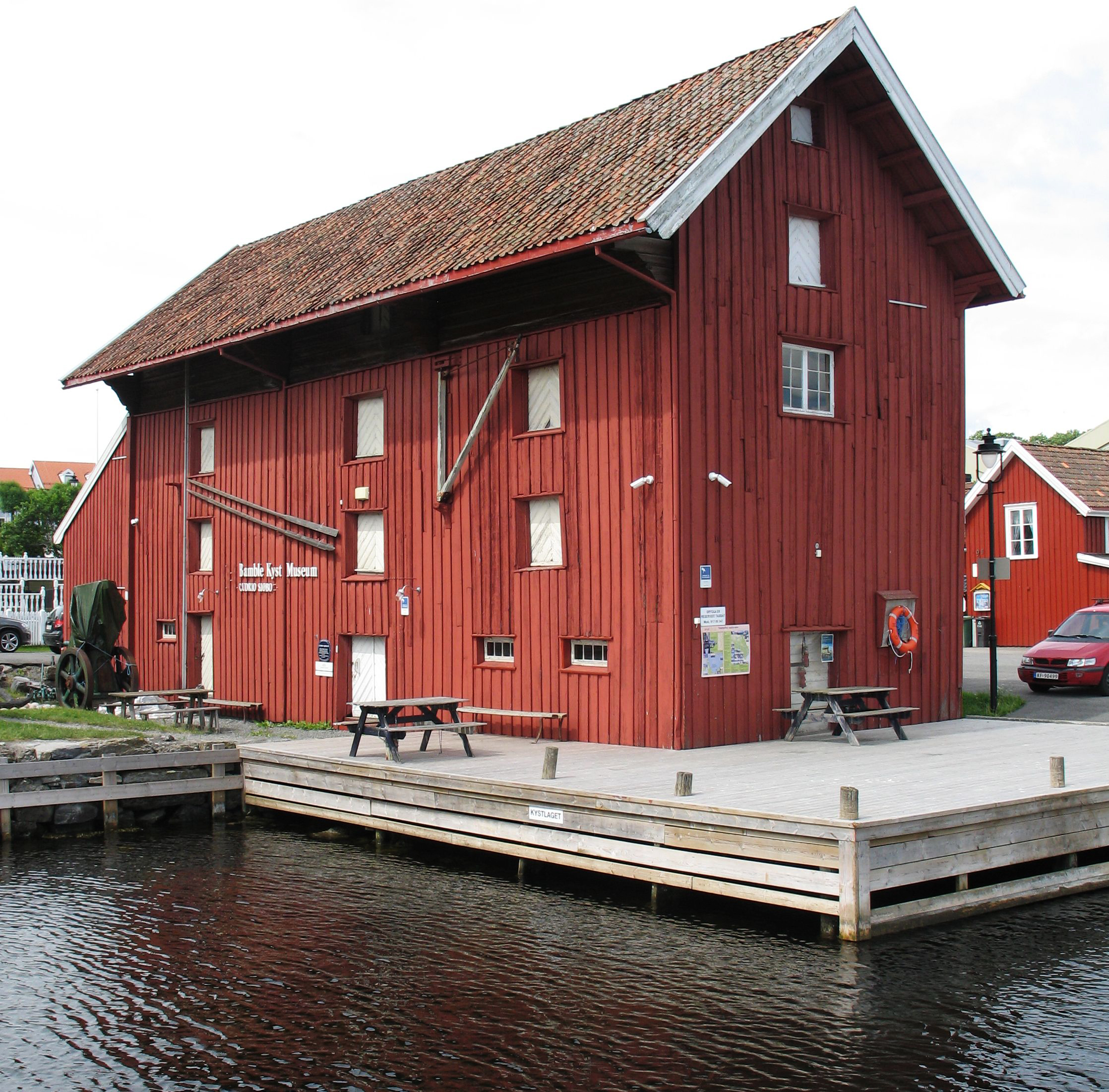
Museum
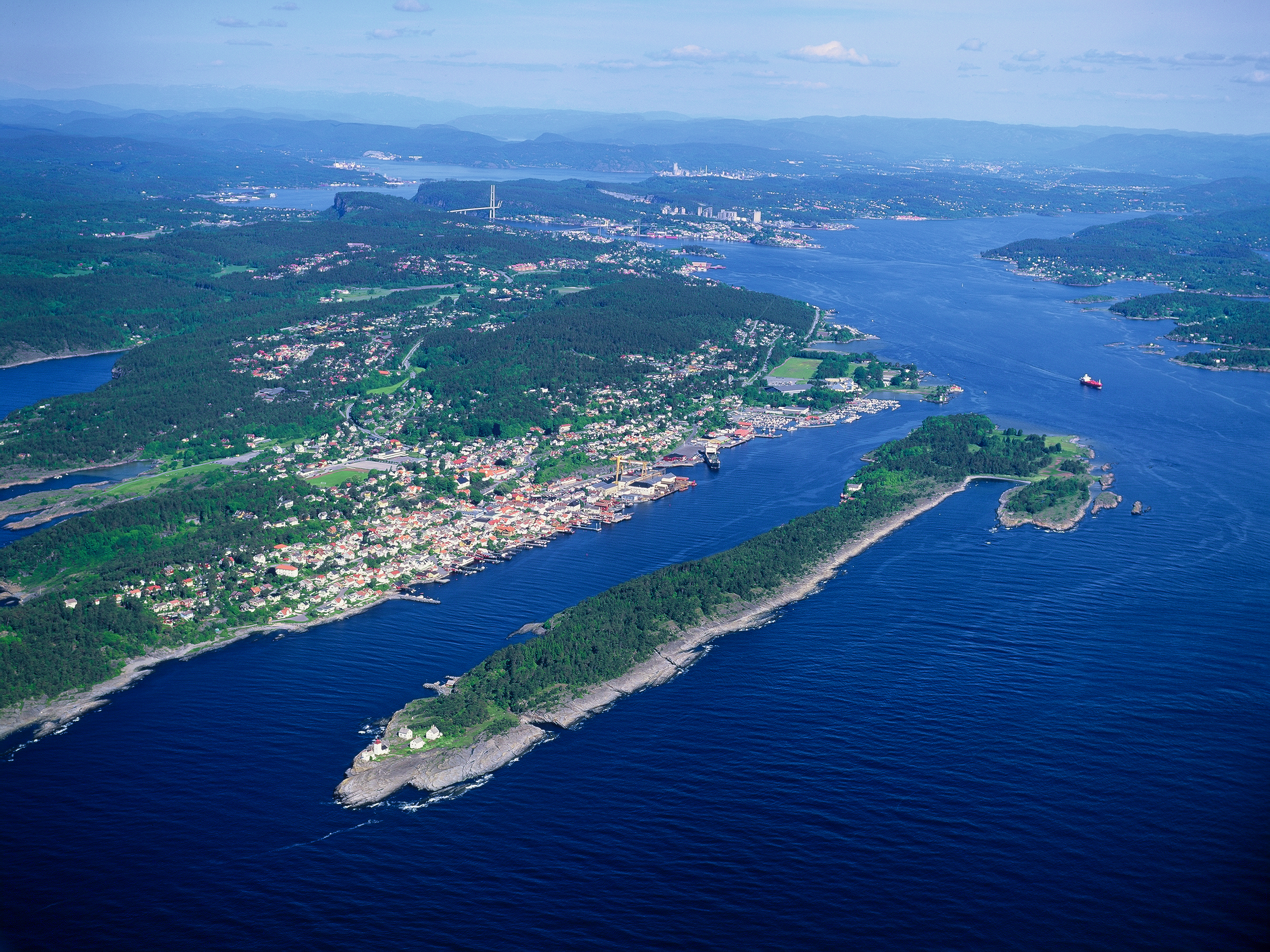
Langesund en het eiland Langøya

## Geboren
- Atle Selberg, wiskundige